# 169 Zelija
169 Zelija (mednarodno ime 169 Zelia) je asteroid tipa S v glavnem asteroidnem pasu. 

## Odkritje
Asteroid sta odkrila francoska astronoma Paul Henry in Prosper Henry 28. september 1876 . Odkritje se priznava P. M. Henryju. Poimenovan je po nečakinji astronoma Nicolasa Camillea Flammariona.

## Lastnosti
Asteroid Zelija obkroži Sonce v 3,62 letih. Njegova tirnica ima izsrednost 0,131, nagnjena pa je za 5,502° proti ekliptiki. Njegov premer je 33,60 km, okoli svoje osi pa se zavrti v 13,27 h .